# Branchiostoma senegalense
Branchiostoma senegalense är en ryggsträngsdjursart som beskrevs av Webb 1955. Branchiostoma senegalense ingår i släktet Branchiostoma och familjen lansettfiskar. Inga underarter finns listade.